# グダニスク工科大学

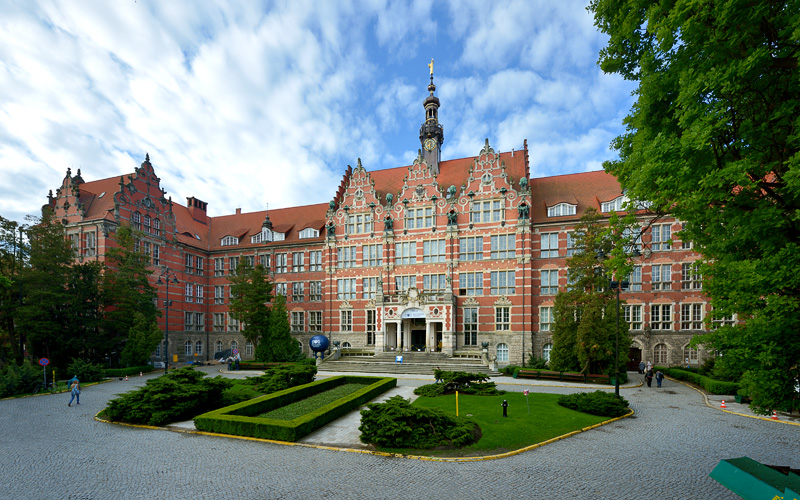
本校舎

グダニスク工科大学（グダニスクこうかだいがく、英: Gdańsk University of Technology、ポーランド語: Politechnika Gdańska、略称: GUTもしくはGdańsk Tech） は、ポーランド北部ポモージェ県の港湾都市グダニスク（あるいはグダンスク）にある公立大学。
ポーランドの工科大学で最も古い大学の1つで、北ポーランド最大の工科大学である。ポーランド国内では、ワルシャワ工科大学、ヴロツワフ工科大学と共にトップクラスの工科大学の1つであり、QS世界大学ランキング2024で851-900位となっている。
グダニスクは、バルト海に面したポーランド最大の港湾都市かつ1000年以上の歴史を誇る古都であり、特にユネスコの世界遺産に認定されているグダニスク旧市庁舎は有名である。アクセスは、首都ワルシャワからは鉄道で3時間弱の距離にある。また、キャンパスはヨーロッパで最も美しいキャンパスTOP10（THE2018）の1つとなっている。

## 歴史
1904年、ドイツ帝国領であったダンツィヒに王立ダンツィヒ工科大学（Königliche Technische Hochschule zu Danzig）として創立された。1918年にダンツィヒ工科大学（Technische Hochschule in Danzig）となり、1921年に自由都市ダンツィヒ工科大学（Technische Hochschule der Freien Stadt Danzig）、1939年にダンツィヒ工科大学（Technische Hochschule Danzig）へ改称した。1941年にダンツィヒ帝国大学（Reichshochschule Danzig）へ改組されたが、第二次世界大戦後の1945年にグダニスク工科大学となった。

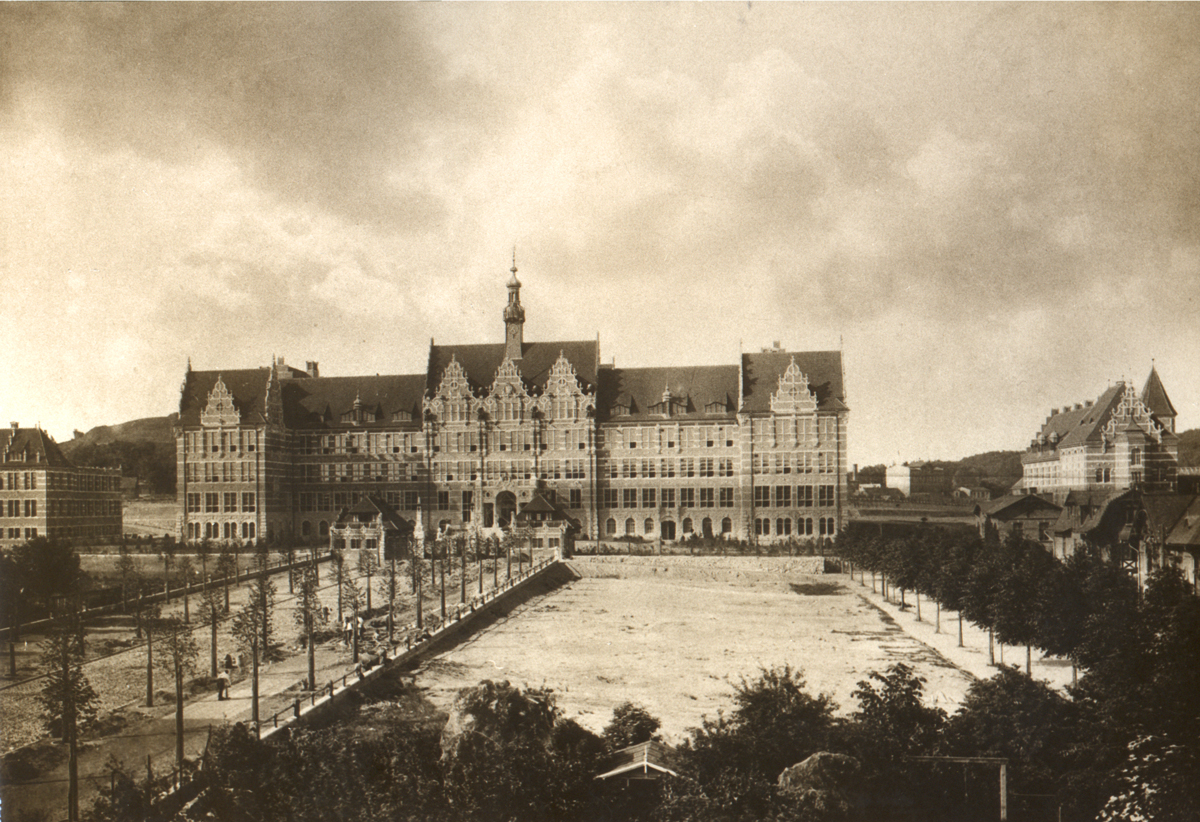
本校舎 1904年

## 学部
- 応用物理学・数学部
- 建築学部
- 土木・環境工学
- 化学学部
- 電気・制御工学部
- 電子・通信情報学部
- 経営・経済学部
- 海洋工学・船舶技術学部

学生数は約18,000名程度であり、多くの学科で英語プログラムを提供しており、欧州委員会（EC）の研究環境の質を審査するHRER (HR Excellence in Research) 2017で認定を受けた研究型大学としてヨーロッパで高い評価を受けている。